# Voodoo (canción)
«Voodoo» es un sencillo de la banda de heavy metal estadounidense Godsmack, procedente de su álbum homónimo, compuesta por el líder de la banda Sully Erna y el bajista Robbie Merrill. La canción es conocida por ser usada en el programa de la MTV Fear. La canción también aparece en la película Cookers (Peligrosa Adicción) al inicio de la misma. El popular luchador de WWE Batista también utilizó el tema.

## Video
El video, dirigido por Dean Karr, muestra unas brujas haciendo un ritual con espadas. La banda sale tocando durante el video sobre un campo de maíz. En el video también sale una gorgona como parte del ritual. También muestra a unos zombis saliendo de un lago y caminando sobre el bosque.
Los zombis son la inspiración para la canción. Sully dijo que sacó el tema de la película La Serpiente y el Arcoíris.

## Posiciones
Sencillos - Billboard (Estados Unidos)
| Año  | Lista                  | Posición |
| ---- | ---------------------- | -------- |
| 1999 | Mainstream Rock Tracks | 5        |
| 1999 | Modern Rock Tracks     | 6        |

## Miembros
- Sully Erna - voz, guitarra, batería
- Tony Rombola - guitarra, segunda voz
- Robbie Merrill - bajo
- Tommy Stewart - percusión (no tocó en el álbum, pero sale en el vídeo)